# Geschichte des Fisches im Wasserteich

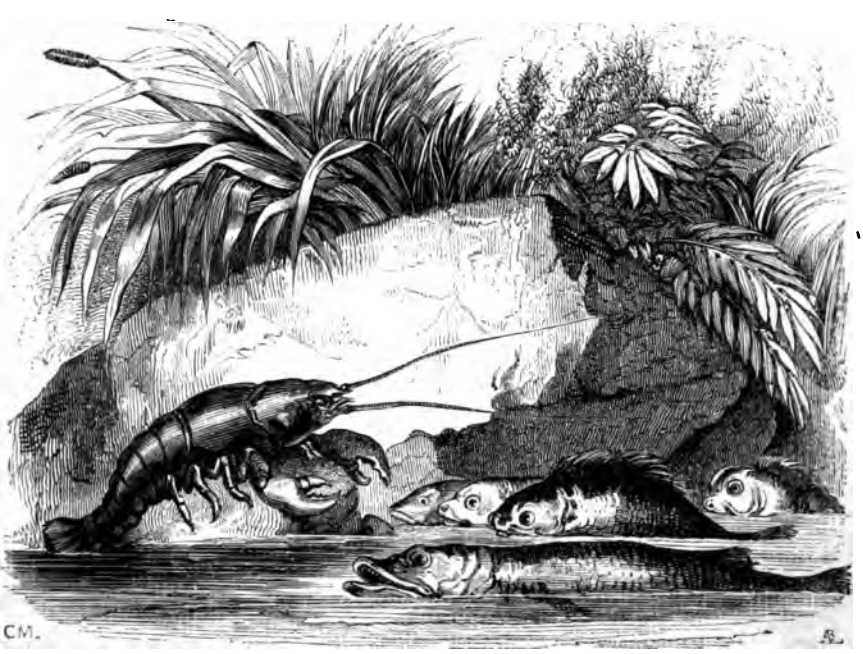
Geschichte vom Fisch im Wasserteich, in Gustav Weil: Tausend und eine Nacht, Band 3, S. 915, 1839.

Die Geschichte des Fisches im Wasserteich ist ein orientalisches Märchen aus den Geschichten aus Tausendundeiner Nacht. Sie wird in der Arabian Nights Encyclopedia als ANE 239 gelistet. Sie ist als Schachtelgeschichte Teil der größeren Geschichte des Königs Kalad und seines Wesirs Schimas.
Die Fabel-Kurzgeschichte dient als Beispiel für Gottvertrauen bzw. eine Verbesserung einer Situation, wenn man schon die Hoffnung aufgegeben hat.

## Handlung
Einst lebten Fische in einem Teich, der nur mit Regenwasser gefüllt war. Als der Sommer kam und es wenig regnete, gerieten die Fische in Besorgnis und fragten sich, was aus ihnen werden solle. Da schlug der Älteste vor, sich an den Krebs zu wenden, das Tier mit dem meisten Verstand von allen Wasserbewohnern. Der Krebs überlegte und riet den Fischen Vertrauen in Gott zu haben und zu ihm zu beten. Die Fische stimmten zu und nach wenigen Tagen kam viel Regen hernieder.
Die Lehre ist, dass man auch dann, wenn man alle Hoffnung schon aufgegeben hatte, sich (auch durch Gottvertrauen) doch Wünsche erfüllen könne.

## Hintergrund
Die Geschichte findet sich in frühen arabischen Druckausgaben von Tausendundeine Nacht wie der Bulaq-Edition, die Gustav Weil für seine Sammlung nutzte, sowie der Kalkutta-II-Ausgabe, die Richard Francis Burton und Enno Littmann für die ihren nutzten.

## Ausgaben
- Gustav Weil: Tausend und eine Nacht – Arabische Erzählungen, Karl Müller Verlag, Erlangen 1984 (Erstausgabe 1839), Band 4, S. 11f. (Bulaq-Edition)
- Enno Littmann: Die Erzählungen aus den tausendundein Nächten, Insel Verlag, Frankfurt 1968, Band 6, S. 21–23 (Kalkutta-II-Edition)